# Saint-Pierre, Aostadalen
Saint-Pierre är en ort och kommun i regionen Aostadalen i nordvästra Italien. Kommunen hade 3 213 invånare (2017) och har italienska och franska som officiella språk.